# AiRUnion
AiRUnion (russisch Альянс AiRUnion) war eine 2004 gebildete Marketingallianz der fünf russischen Fluggesellschaften KrasAir, Omskavia, Samara Airlines, Domodedovo Airlines und Sibaviatrans.
Sie wurde nach einer kurzen Zwischenphase als vereinigte Fluggesellschaft aufgrund finanzieller Probleme Ende September 2008 aufgelöst und sollte in der neuen Fluggesellschaft Rosavia aufgehen, was jedoch aufgrund des wirtschaftlichen Umfelds seitens der russischen Regierung als Geldgeber unbefristet aufgeschoben wurde und auch bis Herbst 2013 nicht umgesetzt wurde. Zudem haben alle fünf der beteiligten Fluggesellschaften zwischenzeitlich den Flugbetrieb aus finanziellen Gründen eingestellt.

## Geschichte

### Gründung als Allianz
Im Jahr 2004 wurde federführend von KrasAir-Direktor Boris Michailowitsch Abramowitsch eine Allianz von fünf russischen Regionalfluggesellschaften als AirBridge ins Leben gerufen, um gemeinsam auf dem russischen Markt aufzutreten. An der Allianz beteiligten sich die
- KrasAir (Krasnojarsk)
- Omskavia (Omsk)
- Samara Airlines (Samara)
- Domodedovo Airlines (Moskau)
- Sibaviatrans (Krasnojarsk)

Der gemeinsame Marketingname AiRUnion wurde im Juli 2005 beschlossen und als Marke registriert. Eine Fusion der fünf Gesellschaften unter dem Dach der AiRUnion wurde in Aussicht gestellt. In der Folgezeit wurden die Flugzeuge der Gesellschaften in einem gemeinsamen Design umlackiert. Später startete auch über die Website der KrasAir der gemeinsame Onlineticket-Verkauf. Auch durch Codesharing, das Vielfliegerprogramm AiRUnion Premium und gemeinsame Servicedienstleistungen wurde kooperiert. Die Gesellschaften KrasAir, Domodedovo Airlines und Samara Airlines gehörten zu 46–51 % dem russischen Staat. An allen fünf Gesellschaften hatten die Zwillingsbrüder Alexander und Boris Abramowitsch eine Beteiligung zwischen 40 und 100 %.

### Expansion als Fluggesellschaft
Ab 2006 formierte sich die AiRUnion und gewann an Stärke. Ziel war eine Expansion auf dem europäischen Markt. Sie verhandelte mit der internationalen Flugallianz Star Alliance um die Aufnahme als Fluggesellschaft.
Im Januar 2007 wurde bekannt, dass die staatliche ungarische Malev von ihr übernommen werden soll. Diese Gesellschaft ist eine ungarische Tochtergesellschaft der KrasAir und somit der geplanten Gesellschaft AiRUnion. Am 23. Februar 2007 wurde der Kaufvertrag über 100 % der Malev-Anteile für etwa 800.000 Euro unterschrieben und die Übernahme von 131 Mil. Euro Schulden vereinbart. Malev gehört seit Ende März der oneworld-Allianz an.
Ebenso wurde im Februar 2007 gemeldet, dass die AiRUnion und das österreichische Star Alliance-Mitglied Austrian Airlines kooperieren wollten. Dadurch hätte das Drehkreuz am Flughafen Wien-Schwechat mitgenutzt werden können. Gemeinsam sollten die Stecken Krasnojarsk-Wien und Wien-Moskau betrieben werden. Durch die Übernahme von Austrian Airlines und das Ende der AiRUnion sind diese Pläne mittlerweile bedeutungslos.
Präsident Putin bestätigte am 2. Mai 2007 die Fusion der Gesellschaften KrasAir, Omskavia, Samara Airlines, Domodedovo Airlines und Sibaviatrans zur AiRUnion Holding. Damit war die Fusion der bisherigen Allianz zu einer gemeinsamen Fluggesellschaft formal vollzogen. Bis Ende Oktober 2007 sollen die Gesellschaften unter dem Namen AiRUnion komplett verschmolzen werden. Russland sollte ursprünglich nur 45 % der Anteile der neuen Fluggesellschaft halten. Boris M. Abramowitsch sollte die Mehrheitsbeteiligung an der neuen Fluggesellschaft erhalten. Im Februar 2008 wurde jedoch bekannt, dass der russische Staat über das Beteiligungskonsortium Rostechnologii eine Mehrheitsbeteiligung an der neuen Fluggesellschaft übernehmen soll. Die Brüder Abramowitsch sollten die Mehrheit an der ungarischen Fluglinie Malev behalten. Im Juni 2007 gab Airunion weiterhin bekannt, mit der deutschen Lufthansa kooperieren zu wollen. Als Folge wurde Anfang Juli 2007 ein Code-Sharing-Abkommen unterzeichnet. Dies war mitentscheidend für den Lufthansa-Umzug vom Flughafen Moskau-Scheremetjewo zum Flughafen Moskau-Domodedowo.

### Krise und Ende des Vorhabens
Im September 2008 berichtet die russische Presse über eine finanzielle Schieflage bei AiRUnion, deren Großaktionäre die Brüder Boris und Alexander Abramowitsch waren. Das Ziel, die Nummer drei des russischen Luftfahrtmarktes zu werden, sei nicht erreicht worden.
Die Lösung wurde in einem Plan zur Teilverstaatlichung und dem Zusammenschluss mit sieben weiteren Airlines gesehen, die ebenso alleine teilweise nicht mehr als überlebensfähig betrachtet wurden: Atlant-Soyuz Airlines, Rossija, Kavminvodyavia, Vladivostok Avia, Saravia und Orenair. Sowohl Rossija als auch Orenair haben sich aber bis 2013 zu deutlich größeren Airlines entwickelt.
Alle fünf AiRUnion-Fluglinien stellten schließlich Ende September 2008 den Flugbetrieb aufgrund der finanziellen Probleme ein. Kerosinrechnungen blieben unbezahlt und die Gesellschaft wurde von den Flughäfen nicht mehr mit neuem Treibstoff versorgt. AiRUnion wurde schließlich Ende 2008 aufgelöst und als Auffangbecken für diese und die vorgenannten russischen Kleingesellschaften sollte seither die neue Airline Rosavia gegründet werden, was jedoch bereits mehrfach aufgeschoben wurde. Die zukünftige Entwicklung ist ungewiss.

## Marktanteil
Laut einem Interview Alexander Abromowitschs mit der Zeitschrift Aero International hatte die AiRUnion 2007 einen Marktanteil von etwa 12 %, ebenso wie der Konkurrent S7 Airlines. 3,3 Mil. Passagiere wurden im Jahr 2006 befördert. Der Erlös wuchs im Jahr 2006 um 24 %. Dennoch konnte die angestrebte beherrschende Stellung auf dem russischen Airlinemarkt nicht erreicht werden. Ein guter Teil der monumentalen Flugzeugflotte der Gesellschaft war während ihrer Lebensdauer nicht einsatzfähig, nur neuere Maschinen bedienten die vorhandenen Fluglinien.
Der Generaldirektor Boris Michailowitsch Abramowitsch und sein Bruder Alexander waren neben ihrem Anteil an der KrasAir zu etwa 40 % und der AiRUnion auch an den anderen AirUnion-Fluggesellschaften Domodedovo Airlines (49 %), Omskavia (70 %), Samara Airlines (40 %) und Sibaviatrans (100 %) beteiligt. 2006 wurde von ihnen die erste russische Billigfluggesellschaft SkyExpress gegründet. Außerdem sind sie zu 49 % Teilhaber an den Frachtfluggesellschaften Volga-Dnepr Airlines und deren Tochter AirBridge Cargo.

## Flugziele
Drehkreuze der fusionierten Gesellschaft sollten Krasnojarsk, Moskau-Domodedowo und Samara werden, von denen aus zahlreiche russische sowie einige wenige europäische und interkontinentale Destinationen angeflogen werden sollten:
Russland
Abakan, Barnaul, Baikit, Belgorod, Blagoweschtschensk, Bodaibo, Bratsk, Chabarowsk, Igarka, Irkutsk, Jakutsk, Jekaterinburg, Juschno-Sachalinsk, Kasan, Kemerowo, Komsomolsk am Amur, Krasnodar, Krasnojarsk, Mineralnyje Wody, Moskau, Motygino, Norilsk, Nischnewartowsk, Nischni Nowgorod, Nowosibirsk, Nowy Urengoi, Omsk, Petropawlowsk-Kamtschatski, Podkamennaja Tunguska, Rostow am Don, Samara, Sewero-Jenisseisk, Sotschi, Sankt Petersburg, Surgut, Tomsk, Tscheljabinsk, Tschita, Tura, Turuchansk, Ulan-Ude, Ufa, Wladiwostok und Woronesch
Asien
Jerewan, Baku, Gəncə, Naxçıvan, Peking, Tianjin, Almaty, Qaraghandy, Qostanai, Schymkent, Bischkek, Duschanbe, Chudschand, Bangkok, Buchara, Samarkand und Taschkent
Europa
Frankfurt am Main, Hannover, Köln/Bonn, Stuttgart, Wien, Lissabon, Kiew und Simferopol

## Flotte

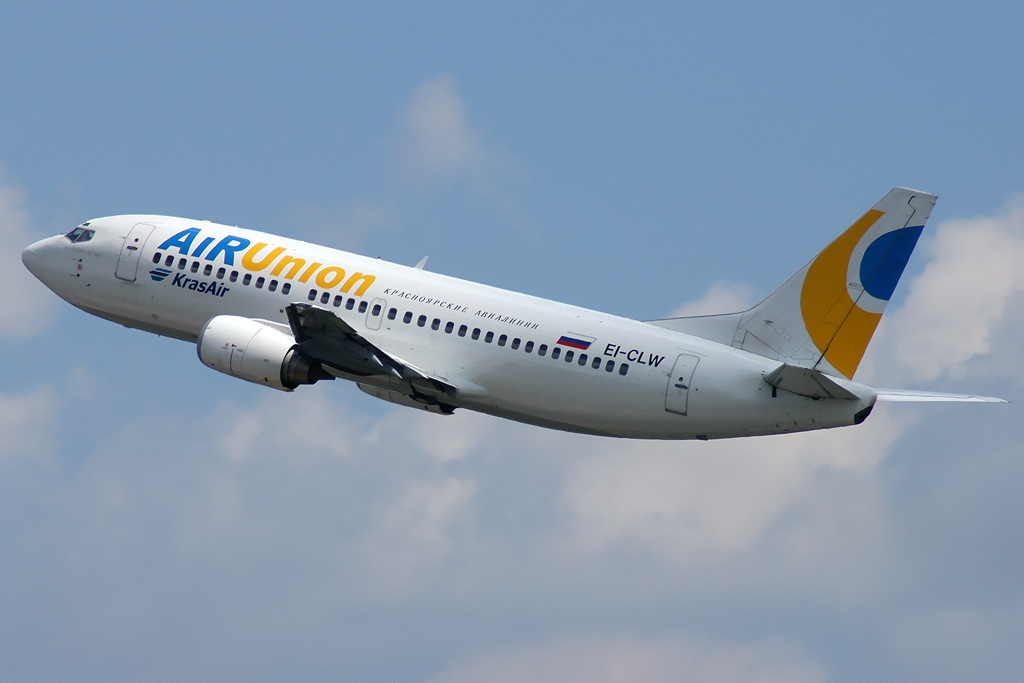
Eine Boeing 737-300 der KrasAir in AiRUnion-Lackierung

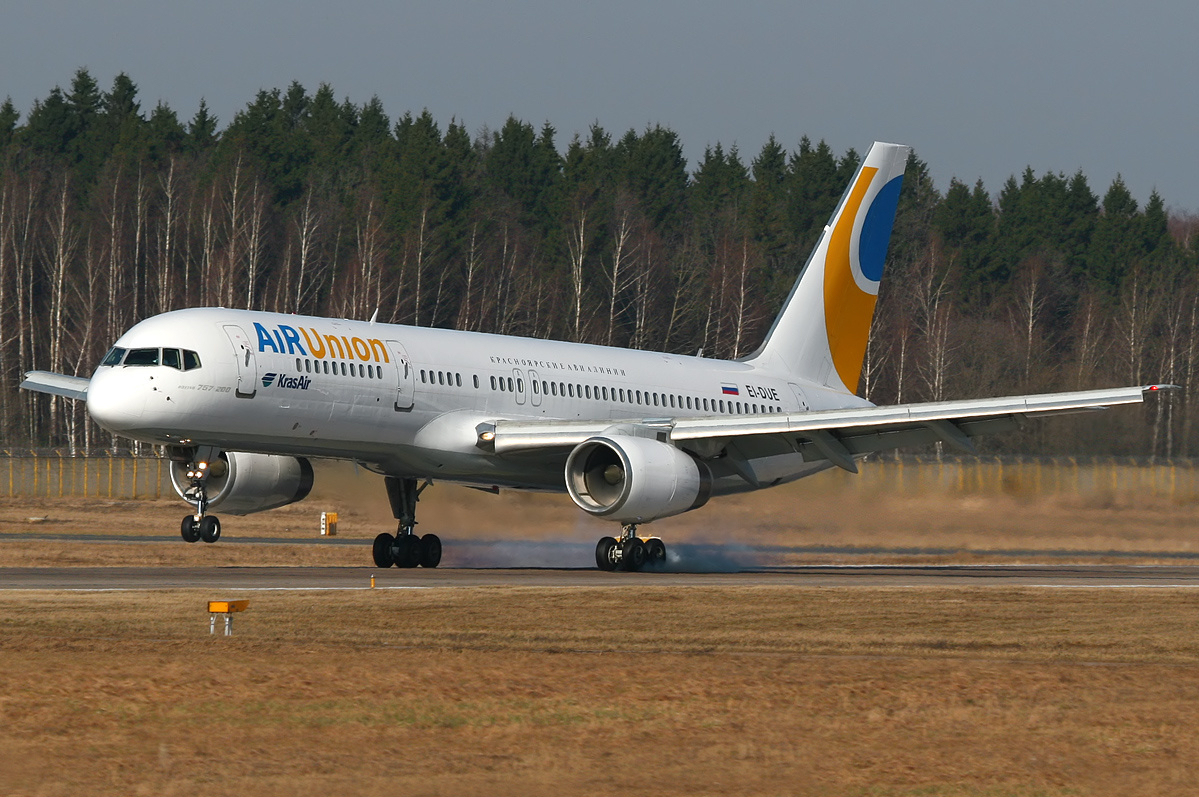
Boeing 757-200 der KrasAir in AiRUnion-Lackierung

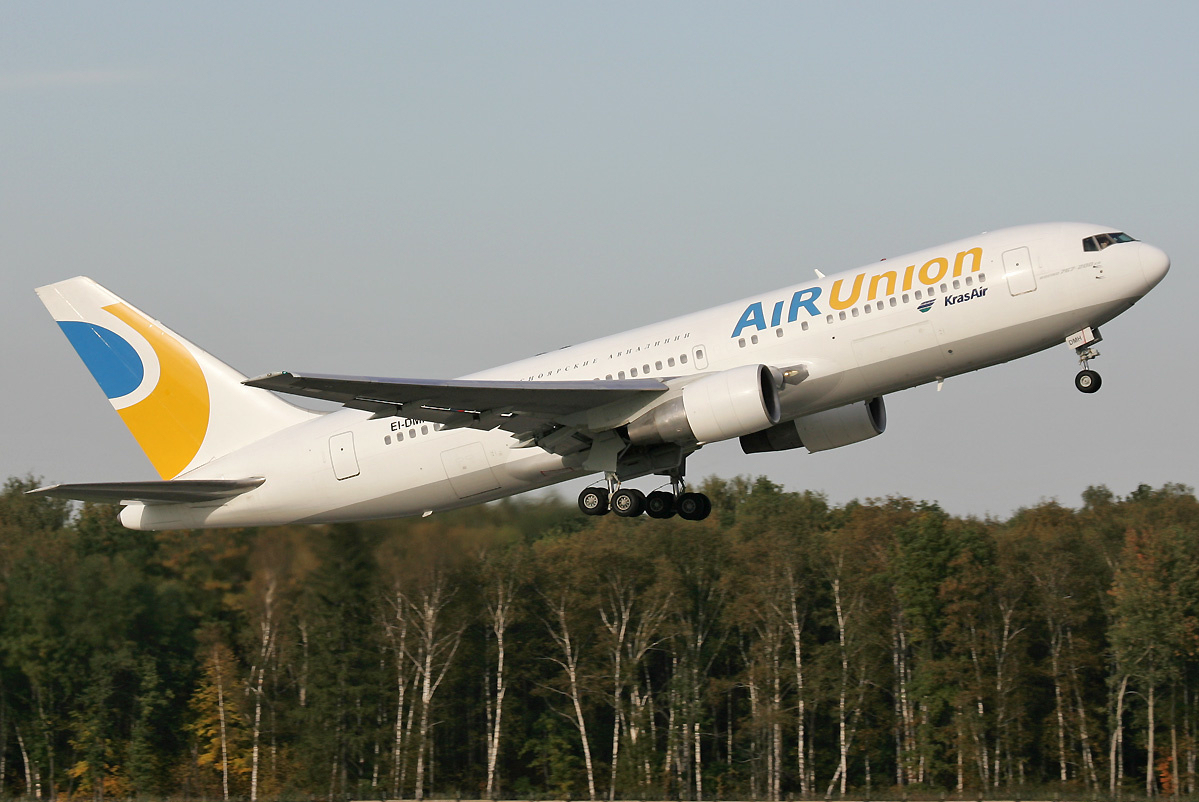
Boeing 767-200 der KrasAir in AiRUnion-Lackierung

Die Flotten der fünf beteiligten Gesellschaften bestanden zum großen Teil aus veraltetem und kaum noch konkurrenzfähigen sowjetischen Fluggerät.
Bis 2012 sollten 600 Mio. USD investiert werden, um mindestens 25 neue Flugzeuge anzuschaffen und damit die Flotte zu erneuern. KrasAir war zuletzt bereits dabei einige ihrer Flugzeuge durch geleaste Maschinen von Boeing zu ersetzen. Außerdem hatte die Gesellschaft 15 Suchoi Superjet 100 bestellt und auf nochmals 15 eine Option. Es sollten zudem weitere Exemplare der neueren russischen Muster Antonow An-148 und Tupolew Tu-204 angeschafft werden. Zusätzlich hatte der russische Staat die Gesellschaft AiRUnion-RRJ gegründet, die mit 20 Mio. USD Stammkapital ausgestattet wurde. Sie sollte eine Tochtergesellschaft der AiRUnion werden, um weitere Superjets zu kaufen.
Mit Stand April 2013 verfügten die Gesellschaften der AiRUnion zusammen über etwa 120 Flugzeuge:
KrasAir
- 6 Boeing 737-300
- 4 Boeing 757-200
- 4 Boeing 767-200
- 6 Iljuschin Il-86
- 2 Iljuschin Il-96-300
- 2 Jakowlew Jak-42
- 19 Tupolew Tu-154M
- 3 Tupolew Tu-204
- 1 Tupolew Tu-214

Domodedovo Airlines
- 17 Iljuschin Il-62M
- 3 Iljuschin Il-96-300
- 5 Tupolew Tu-154M

Omskavia
- 1 Antonow An-24RV
- 9 Tupolew Tu-154M

Samara Airlines
- 8 Tupolew Tu-134A
- 3 Tupolew Tu-154B
- 6 Tupolew Tu-154M
- 1 Jakowlew Jak-40
- 3 Jakowlew Jak-42D

Sibaviatrans
- 7 Antonow An-24
- 1 Antonow An-32
- 1 Antonow An-74
- 3 Jakowlew Jak-40
- 4 Tupolew Tu-134
- 1 Tupolew Tu-154